# Dalni (Dinskaya, Krasnodar)
Dalni (del ruso: Дальний) es un posiólok del raión de Dinskaya del krai de Krasnodar del sur de Rusia. Está situado en la orilla izquierda del río Ponura 1º,  constituyente del Ponura, afluente del río Kirpili, 37 km al noroeste de Dinskaya y 42 km al noroeste de Krasnodar, la capital del krai. Tenía 174 habitantes en 2010.
Pertenece al municipio Novovelichkovskoye.